# 계족산 (강원)
계족산(鷄足山)은 대한민국 강원특별자치도 영월군에 있는 산이다.
백두대간 함백산에서 서쪽으로 가지를 친 한 개의 능선이 두위봉, 망경대산, 응봉산을 거쳐 남한강에 막혀 더 이상 뻗지 못하고 지맥을 다하여 험준한 산세를 이루고 있으며, 산자락에는 고구려의 산성인 정양산성과 정조대왕태실비 등의 유적이 있으며 영월화력발전처가 자리하고 있다.

## 같이 보기
- 한국의 산